# Governo dei Nove

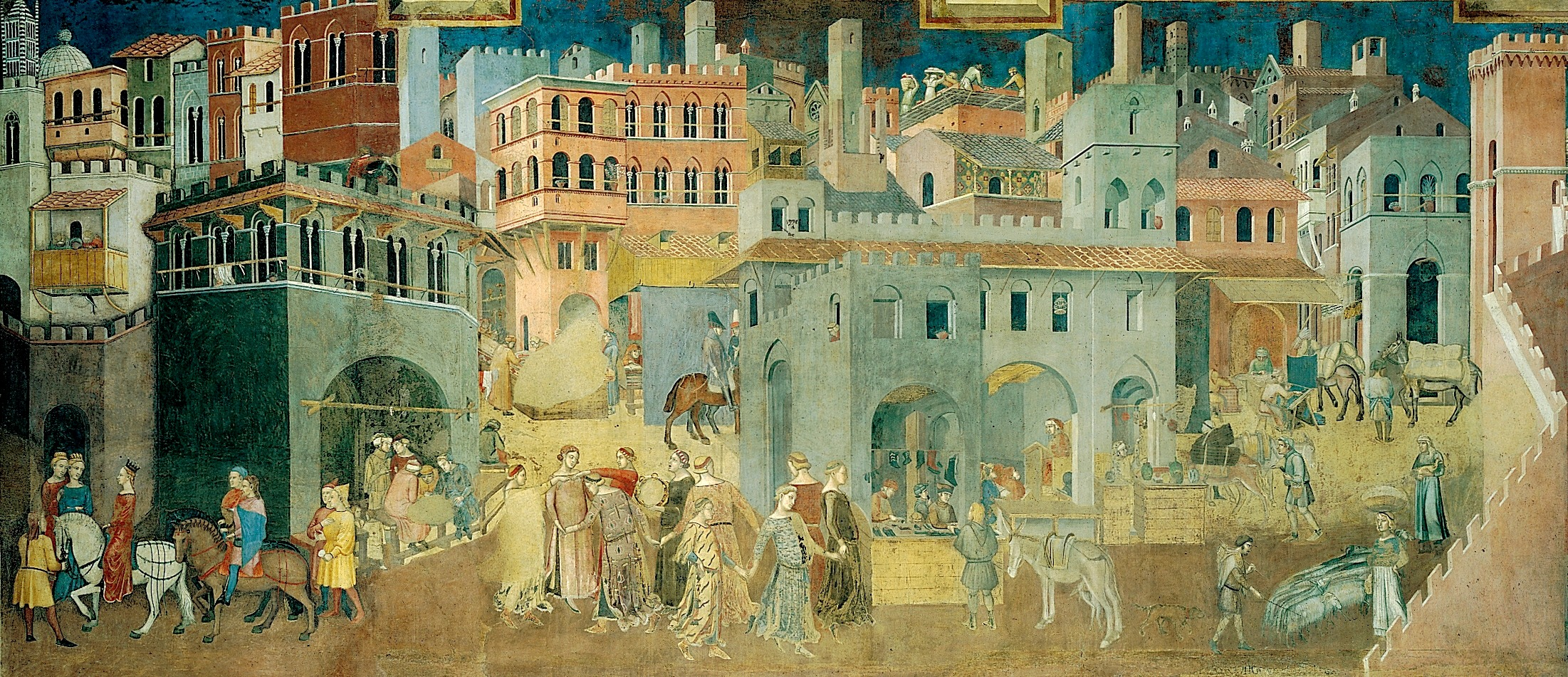
Allegoria del Buon Governo, si tratta di una serie di affreschi realizzati da Ambrogio Lorenzetti, contemporaneo al periodo del Governo dei Nove. L'autore voleva dare una rappresentazione del governo e delle conseguenze positive dello stesso nella società, e nella vita nella città di Siena.

Il Governo dei Nove fu una delle principali magistrature della Repubblica di Siena, in carica dal 1287 al 1355. La Repubblica di Siena costituita da questa amministrazione fu definita anche come il buon governo, che restò in carica fino al 1355 quando si concluse a causa di gravi crisi economiche, carestie ed epidemie. Il Governo dei Nove cadde, venendo sostituito dal Governo dei Dodici (cioè un governo di dodici rappresentanti del popolo, assistito da dodici nobili).
Fu per Siena un momento di grande splendore politico ed economico: vennero aperti nuovi e numerosi cantieri, tra i quali quello del duomo, edificati molti palazzi, incluso il Palazzo Pubblico, e completata una parte consistente della cinta muraria.

## La città nel periodo del governo guelfo dei Nove
Il governo dei Nove fu di parte guelfa e rappresentò la fine della Siena di parte ghibellina instaurando buoni rapporti con Firenze e con la Valdelsa guelfa. I confini del territorio senese, nel periodo dei Nove, non erano ben definiti. Siena cercava di dominare e controllare anche i territori che si trovavano entro un raggio di circa cinquanta chilometri dal centro della città. I suoi confini si estendevano verso Massa Marittima e Grosseto fino al Tirreno e alla Maremma.
La città si distendeva su tre colline disposte a forma di Y rovesciata, le quali determinavano la divisione della città nei tre più importanti distretti amministrativi. A sud-ovest vi era il centro della città, ove sorgeva il Duomo. I tre Terzi erano a loro volta suddivisi in distretti minori chiamati contrade, popoli o lire.

## Governo

### I Nove
I Nove erano i componenti della Giunta della Repubblica di Siena, costituita da un ceto medio, uno strato sociale ampio, comprensivo di commercianti e artigiani capaci di governare la città insieme con i propri interessi. Con i noveschi si ebbe una repubblica progressiva che riservava il governo a persone ragionevoli, dal buon senso imprenditoriale. Veniva meno in questo periodo l'idea che potremmo definire "monarchia", del servizio a un signore, sostituita dalla concezione che la cittadinanza era al centro degli interessi dei governanti, considerati rappresentanti del popolo e della città. Da qui la ricorrente denominazione nei documenti ufficiali dei Nove: "governatori e difenditori del Comune e del popolo di Siena".
Nel febbraio del 1287 fu istituito il Governo dei Nove. Il primo gruppo fu un caso speciale: il Podestà e i Consoli della Mercanzia scelsero sei componenti, due da ogni Terzo della città, e i sei prescelti ebbero il compito di eleggere i tre rimanenti, uno da ogni Terzo. Da quel momento a scadenza bimestrale, dovevano essere scelti altri nove durante riunioni segrete del Concistoro (assemblea dei Nove e altri ordini della città: i quattro provveditori di Biccherna, i quattro consoli della Mercanzia e i tre consoli dei Cavalieri o Capitani di parte) in presenza di almeno tre consoli di Mercanzia e del Capitano del Popolo. Nel corso dei settanta anni di questo governo si susseguirono due-tremila persone diverse a ricoprire la massima carica, scelte tra quelle più di spicco della società, che si distinguevano per le loro grandi capacità manageriali e che potevano così garantire il buon governo. Ogni componente poteva essere rieletto solo dopo un periodo di vacatio, ossia di allontanamento dalla carica, di venti mesi. Era inoltre vietata la contemporanea presenza in giunta di parenti e affini ma anche soci di ditte commerciali. 
Dal 1318 in poi, la forma di elezione cambiò e i Nove furono scelti per votazioni. Il consiglio comunale aveva il compito di selezionare e votare tra elenchi di nominativi, quelli ritenuti idonei. I nomi dei più votati venivano inseriti in cedole rinchiuse in pallottole di cera da estrarre bimestralmente, ogni qual volta si dava inizio a un nuovo mandato.
Il bossolo dei “soluti” raccoglieva i nomi dei candidati utili a sostituire coloro che per motivi più svariati (morte, allontanamento) non potevano più far parte del governo.
Il sistema dei bossoli, istituito a Siena, fu usato fino al '700 e costituì un valido modo di elezione in quanto dava possibilità a un vario numero di cittadini di accedere al governo, impedendo incrostazioni di potere.
L'uso dei bossoli, dei quali si possono ammirare alcuni esemplari nel Museo Civico, (messi li più che altro come elementi di antiquariato e arte e non per l'effettiva importanza che assunsero) avevano garantito la rotazione delle cariche e quindi la democratizzazione. Una rotazione che permetteva di attuare modifiche all'avvicendamento di persone, nel caso in cui qualcuno fosse poco raccomandabile, non idoneo o comunque poco esperto per il mandato.
Per tutta la durata della carica, i Nove risiedevano per scelta del Consiglio cittadino nel Palazzo comunale, separati dalle loro famiglie e mangiando a spese pubbliche. In questa maniera essi potevano esercitare al meglio gli incarichi, evitando tentazioni e influenze esterne; era loro consentito allontanarsi dal palazzo solo per occasioni specifiche e comunicare con il pubblico solo per via ufficiale.
I Nove come difensori del Comune e del popolo di Siena dovevano necessariamente difendere questa dalle prepotenze e dall'alterigia dei cosiddetti Magnati, ossia delle più potenti e ricche famiglie senesi. Queste furono tenute lontane dal governo e i loro castelli tenuti sempre in continua osservazione così come risulta anche dall'osservazione degli affreschi conservati nel Palazzo del Comune. Con i Nove si ebbero cicli governativi brevi, ma capaci di governare con efficacia.

### Il Bene Comune e interesse pubblico
I Nove operavano per il “Bene Comune”, ossia da un lato furono i difensori del popolo spicciolo, degli umili, costruendo tuttavia un governo popolare affidato a mercanti e banchieri, ma anche a commercianti al minuto e artigiani. I nobili non furono del tutto allontanati dalla città ma solo dal governo. Essi infatti potevano far parte del consiglio comunale, rappresentavano una parte importante della società, la ricchezza della città, e per tanto andavano rispettati. A questi oltretutto erano riservate peculiari regole di diritto penale (esempio godevano di condizioni migliori nelle carceri, ecc). Esclusi dal governo erano anche medici, giuristi e notai, ritenuti cittadini pericolosi al buon funzionamento di questo, in quanto con la loro cultura avrebbero potuto ledere l'equilibrio fra le classi e operare a loro vantaggio. Queste categorie di lavoratori furono tuttavia impiegate largamente nell'amministrazione per le loro competenze.
Il concetto di Bene Comune è riscontrabile anche in Caterina da Siena, la quale incitava a tendere verso questo i difensori del comune. Testimonianza di ciò è una lettera scritta ad Andrea di Vanni artista, dipintore, allora membro dei Nove:
"A maestro Andrea di Vanni depintore, essendo Capitaneo di popolo di Siena.
[...]Carissimo figliuolo in Cristo dolce Gesù, io Caterina, serva e schiava de' servi di Gesù Cristo, scrivo a voi nel prezioso sangue suo, con desiderio di vedervi giusto e buono rettore, acciò che si compia in voi l'onore di Dio e il desiderio vostro, el quale so che Dio v'à dato buono, per la sua misericordia.
Ma non veggo il modo che noi potessimo bene reggere altrui, se prima non reggiamo bene noi medesimi.
[...]E così tutte le virtù sonno quelli bandi e condannagioni che 'l giudice in su la sedia de la conscienzia giudica che si dieno a l'affetto de l'anima per punire l'appetito sensitivo, e distrugere l'affetto del vizio, dicapitando la propria volontà, come detto è. Or così tiene ragione a l'anima, rendendole il debito de la virtù. Àlla posta in signoria come donna, e la sensualità tiene come serva: per questo modo rende il debito de l'onore a Dio, e la dilezione de la carità al prossimo.
[...]Ma il giusto per neuna cosa lassa, anco, giusta el suo potere l'osserva cercando, in ciò che egli à a fare, l'onore di Dio, la salute de l'anima sua e il bene universale d'ogni persona; consigliando schiettamente e mostrando la verità quanto gli è possibile.
Così debba fare, a voler mantenere sé e la città in pace, e conservare la santa giustizia, ché solo per la giustizia, la quale è mancata, sonno venuti e vengono tanti mali.
E però io, con desiderio di vederla in voi e mantenerla ne la città nostra, regerla e governarla con ordine, dissi ch'io desideravo di vedervi giusto e vero governatore: la quale giustizia se prima non si comincia da sé, come detto è, già mai nel prossimo non la poterebbe osservare in veruno stato che fusse. Adunque v'invito e voglio che con ogni solicitudine ordiniate sempre voi medesimo, come detto è, acciò che facciate compitamente quello per che la divina bontà ora v'à posto. Ponetevi sempre Dio dinanzi agli occhi vostri in tutte le cose che avete a fare, con vera umilità, acciò che Dio sia gloriato in voi, etc.
Permanete etc. Gesù dolce, Gesù amore."

### Organizzazione del Comune
Il Comune e il popolo furono i punti focali di questo governo. 
Il Comune rappresentava la cittadinanza, i suoi membri una volta nominati, avevano il dovere di essere presenti a ogni seduta, coprivano tale carica per sei mesi ed erano tutelati da persecuzioni in caso di opinioni espresse poco gradite al governo. I componenti dell'assemblea comunale erano scelti dai Nove, assistiti dai dirigenti della Biccherna (ufficio finanziario del comune), i consoli della Mercanzia e i consoli dei Cavalieri.
Il dualismofra comune e il popolo spiega l'esistenza di due differenti équipe giudiziarie e di polizia costituite da forestieri che vivevano appartati in città, i Magnati. L'équipe giudiziaria del comune era guidata dal podestà, quella del popolo dal capitano. Queste squadre avevano mandato semestrale, al termine del quale erano sottoposte a processo per eventuali responsabilità. Ogni cittadino poteva lamentare scorrettezze o ingiustizie subite. Il Governo vigilava sull'operato di queste équipe senza intromettersi in alcuna questione. Riferiva al Comune i rendiconti delle attività giudiziarie: denunce di reati, condannati, accusatori, ecc., tutto era annunciato durante le sedute di consiglio comunale. Si evidenziarono da ciò le diverse funzioni tra governo e comune. Il Governo controllava, il Comune disponeva, prendeva le decisioni. I Consigli comunali erano presieduti dal maggior sindaco (o il guardiano della Costituzione), il quale tutelava gli interessi del Comune e sovraintendeva alle operazioni di sindacato dei vari uffici. Egli aveva il compito di far rispettare lo statuto quando il consiglio tendeva ad andare in contrasto con esso. Il maggior sindaco era un giudice fiorentino di almeno trenta anni, scelto dai Nove, con mandato di sei mesi.
I Ministeri del Tesoro e della Finanza Biccherna e Gabella, erano affidati a ufficiali con incarico di sei mesi, pertanto anche se erano gli stessi Nove a partecipare alle loro elezioni, il più breve mandato di questi ultimi garantiva poca influenza o pretese sui primi.
Esistevano inoltre degli organi straordinari, nominati per brevi periodi quando si necessitava di figure con competenze specifiche in situazioni di emergenza (es. conflitti bellici) o per predisporre di norme più complesse. Tali erano dette “balie”destinate poi a divenire organi ordinari di governo della Repubblica, nel '400.
Ai membri del governo si univano inoltre il Consiglio dei “richiesti”, che rappresentavano le élite politica del tempo e i “somiglianti” cioè i predecessori dei Nove, dei quali si confidava nell'esperienza.
Si ebbe perciò un Consiglio allargato, cui avevano accesso tutti coloro che avevano fatto parte della giunta di governo, detto Consiglio del Popolo, i quali membri erano a vita. Questo fu il fondamento della Repubblica del '400, che assunse le caratteristiche di un Senato.

### Il Costituto volgarizzato del 1310
Per poter promuovere il progresso della società i Nove avevano dovuto compiere nuove scelte nel campo della politica, del diritto e della giustizia, per tutelare e soddisfare tutta la cittadinanza, compresa la povera gente. La testimonianza di ciò è rappresentata dal Costituto di Siena emanato dal Comune nel 1310; il più ampio testo in volgare risalente a quel tempo, scritto a caratteri grandi perché potesse essere letto e compreso anche dal popolo più spicciolo. Lo Statuto costituisce la peculiarità di Siena, in quanto in nessun'altra città italiana c'era stata sino ad allora la presenza di questo. La redazione del testo fu affidata a un solo notaio di fiducia del governo (e non da una commissione di statutarii), che basava il proprio lavoro su statuti precedenti, indicazioni degli statutari, aggiungendo novità.
Lo Statuto si articolava nel modo classico: le prime norme erano per il Podestà, seguite dalle costituzioni papali e imperiali contro gli eretici, sino ad arrivare a norme civili che riguardavano i più svariati ambiti.
Il Costituto aveva la funzione di proteggere i diritti dei cittadini da eventuali abusi dei poteri pubblici.
Il testo però, ha un'importanza prettamente legata all'aspetto politico-giuridico, piuttosto che a una funzione pratica, lo dimostra il fatto che il libro che lo contiene risulta in buona conservazione.

## La forza del comune

### Organizzazione interna
Nella città di Siena al tempo dei Nove era importante sostenere decisioni e azioni con determinazione per mantenere la pace in città e promuovere al meglio i propri interessi contro le potenze rivali. Era necessario inoltre far regnare la quiete e la tranquillità nel comune, proteggendo tutti i cittadini da coloro che non osservavano le leggi. I criminali solitamente venivano catturati, puniti, tolti dalla circolazione e presi in custodia da altri cittadini o da compagnie senesi. La custodia era pagata dagli stessi catturati, i quali potevano anche ottenere la libertà con alte somme di denaro.
Nel 1298 lo stato decise di modificare il sistema precedente e di adottarne uno nuovo: si costruirono le prigioni comunali e lo stesso Comune provvide al nutrimento dei criminali, senza richiedere alcun pagamento. Con la realizzazione delle carceri furono stipulate anche nuove regole per i detenuti. In primis la prigione era divisa in aree che facevano risaltare le distinzioni attuate nel trattamento dei vari prigionieri. Vi erano tre sezioni principali; la prima, costituita da due stanze, ospitava in una i condannati per crimini gravi (omicidio, tradimento, incendio doloso ecc), nell'altra i condannati per crimini minori. Nella seconda sezione altre due stanze, in una i debitori, nell'altra le donne. Nella terza sezione vi erano invece quelli sotto indagine o sotto processo, che non avevano ancora una condanna, con l'esclusione dei boni homines e dei nobili. Questi ultimi essendo i più potenti, ricchi e politicamente importanti godevano di un trattamento di favore.
In generale in quest'epoca frequente era il ricorso all'uso della violenza, per questo fu imposto alla cittadina un rigido coprifuoco; solo le persone autorizzate potevano girare di notte per la città.
A sorvegliare Siena in quel tempo vi erano le forze di polizia. La maggior parte dei compiti polizieschi veniva affidata a forze salariate forestiere, e il loro numero in proporzione alla popolazione urbana era molto elevato. Alla fine del duecento, anche il Podestà e il Capitano del Popolo avevano ciascuno un corpo di polizia, pagato con il proprio stipendio. Un altro corpo di polizia proteggeva i Nove e il Comune. In aggiunta, furono creati altri due corpi durante il Trecento per sorvegliare la città durante il giorno.
I sistemi di polizia furono oggetto di molta legislazione durante la sperimentazione da parte del regime, nelle dimensioni, nell'organizzazione, nei giri di ronda e nelle giurisdizioni delle unità poliziesche. I capitani di polizia dei Nove e del Comune dovevano essere conti o baroni guelfi, amici della Chiesa, e in particolare alleati del comune di Siena. Coloro che prestavano questo servizio venivano puntualmente salariati e ricevevano inoltre eventuali premi in denaro per ogni cattura e o consegna di criminali.
Il sistema di protezione e sicurezza del Comune garantì il controllo del crimine entro limiti accettabili sino alla diffusione della Peste nera, quando la situazione andò via via peggiorando e al tempo della caduta dei Nove divenne insostenibile.
Per facilitare il controllo delle violenze, nel 1313 e 1314 il comune impose una tregua a tutti i cittadini che avevano problemi, odi e scontri con altri. Le tregue venivano attuate grazie al supporto dei Nove che nominavano una commissione di due uomini per Terzo autorizzate a far rispettare gli eventuali accordi individuali insieme con il Capitano di Guerra. Quest'ultima figura in origine episodica e irregolare, divenne in seguito un ufficio costituzionale a sé di grande importanza. Tale carica inizialmente affidata a comandanti militari particolarmente abili nel guidare i mercenari senesi durante le guerre, costituì in seguito una magistratura permanente. Dalla metà degli anni venti, la figura del Capitano di Guerra invase sempre più i campi di azione del Podestà e del Capitano del Popolo anche in questioni che riguardavano il mantenimento della pace in città. Egli poteva condannare liberamente chiunque, tenendo in considerazione la condizione sociale del condannato e la qualità del crimine.
Oltre alle forze di polizia vi era anche una quantità di leggi pensate ed emanate per preservare e mantenere la quiete nella città. Ove leggi e polizia non bastavano, il governo richiedeva anche ai residenti scelti dal contado di difendere la città in tempi difficili.
Tra i diversi episodi di violenza uno risultò essere di maggiore rilevanza: il 26 ottobre del 1318 il governo affrontò una ribellione molto grande per opera di clan magnatizi per la maggior parte Tolomei. Diversi erano i ribelli che si combinarono e diedero vita alla congiura, la quale fu sopraffatta dal governo, che comunque ne risentì fortemente e la vita in città perse nella tranquillità. Nel maggio 1319 il regime aveva riacquistato il controllo della situazione.
Molti provvedimenti furono presi anche nei confronti dei carnaioli, si proibiva infatti l'esistenza di più di quattro botteghe di questi in una sola contrada, per impedire che si concentrassero in poche zone e per negare loro la possibilità di coalizzarsi.

### Organizzazione esterna
Siena, oltre ai problemi riguardanti le tensioni interne, dovette affrontare quelli riguardanti le minacce che venivano dall'esterno.
Numerose furono le risorse militari e il denaro speso per le diverse campagne militari. Non vi era un esercito regolare; a seconda delle situazioni si chiamavano al servizio militare alcuni o tutti i cittadini, i quali venivano puntualmente retribuiti. Chi si sottraeva all'obbligo del servizio militare era sanzionato; cittadini e non cittadini, assunti per tale incarico venivano retribuiti in egual modo in base alla tariffa stabilita per la spedizione.
Esistevano due generi di operazione militare: una con l'esercito, usato per campagne importanti e prolungate, una con la più limitata cavallata (o cavalcata). Il termine cavallata si poteva riferire al mantenimento di cavalli al servizio del comune, ma anche a una breve campagna militare che coinvolgeva la fanteria, o ancora a un'incursione di cavalleria.
I senesi che partecipavano alle cavallate, erano magnati proveniente da clan di origine guelfa e ghibellina, nobili noveschi, e membri della classe di mercatores (banchieri , mercanti e imprenditori borghesi) che figuravano fra i Nove.

## Politica estera
L'ubicazione della città influenzò molto l'operato dei Nove. Siena provava ad allargare i propri territori verso le terre di Monte Amiata e all'interno della Maremma alla ricerca di spazi più vicini al centro della Toscana e di legami con il resto dell'Europa.
I Nove riconobbero ciò e furono capaci di pianificare una politica estera adeguata, coerente e riuscita, che permise alla città di mantenere l'indipendenza e di raggiungere gli scopi. Il lavoro dei Nove si attuò su obiettivi concreti basati su valutazioni realistiche delle possibilità e dei limiti della diplomazia senese.
Tra i problemi da affrontare, uno aveva particolare rilevanza: Firenze. La grande potenza toscana e città fortunata, vantava di numerosi rapporti regionali e internazionali: alleanze con il papato, il regno angioino di Napoli, la Francia, Milano e a volte con il Sacro Romano Impero.
Agli occhi di questa città Siena appariva debole, ma non da sottovalutare. Vi furono infatti numerose alleanze tra loro basate sul reciproco rispetto, in particolare sugli interessi di ciascuna.
Le uniche rivalità che potevano emergere riguardavano la frontiera settentrionale e occidentale di Siena, luoghi che per tradizione e motivi geografici si trovavano più nella sfera dell'influenza fiorentina che in quella senese.
Firenze favorì in molte occasioni gli obiettivi senesi. Ad esempio Siena fece appello a Firenze, ottenendone l'appoggio per mantenere l'ordine in seguito a sollevamenti che minacciavano il regime. Nel Maggio 1322, quando una violenta faida tra i Tolomei e i Salimbeni turbava la città, Firenze inviò a Siena duecento cavalieri e cinquecento fanti per la sicurezza interna. Spesso alcuni contingenti militari fiorentini prestarono servizio presso Siena sia per spedizioni limitate sia per guerre importanti. Anche Siena appoggiò Firenze, soprattutto quando si trattava di trarne vantaggi o nuove acquisizioni di terre. Così l'intento di allargarsi verso ovest, sud ed est, e accrescere il proprio contado, fu perseguito da Siena con successo grazie al lavoro dei noveschi.
Tra le azioni valorose di questi si ricorda l'opera di piegamento dei conti Aldobrandeschi (presenza importante nella Maremma). Dopo la morte di Enrico VII nel 1313, Siena punì i conti e altri signori feudali per aver aderito alla causa imperiale, spogliandoli dai numerosi possedimenti. Verso il 1330 combatté di nuovo contro gli Aldobrandeschi e conquistò il borgo di Arcidosso. Massa Marittima passò definitivamente sotto Siena nel 1335. Grosseto che si era ripetutamente ribellata alla potenza senese, capitolò nel 1336 e rimase soggetta a essa fino al rovesciamento dei Nove.
Solo in un'occasione i noveschi non presero le giuste decisioni e andarono incontro a un fallimento. Essi sopraffatti dal desiderio di avvicinarsi a una risorsa idrica, o a un fiume che come per altre potenze toscane scorreva nella città, nel 1303 riuscirono a ottenere dai monaci del Monte Amiata, il territorio di Talamone, in cambio di denaro e protezione per gli altri possedimenti del monastero. Talamone però costituiva per la sua posizione un punto di interesse comune, tanto che Firenze tentò di negoziare con Siena nel 1311, 1314 e 1316. Questo progetto della città senese su Talamone, risultò però essere troppo ambizioso oltre che vano, in quanto Siena era troppo distante e mal collegata con questa, oltretutto il territorio che le separava non era sicuro. Perciò Siena sopravvalutò le proprie forze, in quanto non riusciva a proteggere il porto dai diversi attacchi stranieri.
Durante il regime, diversamente da questo errore i Nove furono ben capaci di stabilizzare la città grazie a ulteriori rapporti diplomatici con altre potenze oltre a quello fiorentino. Alleanze angioine, francesi, con popoli e signori guelfi, la aiutavano a proteggersi da aspiranti signori che minacciavano di espandere i propri territori in tutta la Toscana.

## Economia
La città senese aveva numerose spese da affrontare. Necessitava di una quantità di denaro non indifferente per la gestione e realizzazione di diversi servizi. Salari degli ufficiali comunali, lavori pubblici e raccolta di eserciti per la difesa e l'espansione territoriale costituivano la parte più gravosa tra gli impegni economici da affrontare. Siena riusciva a ottenere i fondi di cui aveva bisogno dalle tasse e dai prestiti pubblici.
Alcune entrate provenivano invece dalle numerose “gabelle”. Si trattava di tasse sul consumo, imposte sul reddito, trattenute dagli stipendi degli ufficiali comunali, e ricavati dalle vendite di tutti i beni possibili. I Senesi raccoglievano le gabelle tramite un sistema di appalto fiscale, ossia con la vendita di queste tramite un'asta pubblica rivolta esclusivamente a gruppi di imprenditori senesi. Il Comune grazie a questi appalti aveva la garanzia di ottenere e preventivare delle entrate da stanziare per spese specifiche. Anche gli strati dominanti, medi e alti della cittadinanza senese vi trovavano vantaggio; l'appalto delle gabelle procurava loro investimenti redditizi e sicuri.
L'eccezione nell'appalto delle gabelle era una gabella unificata che sostituì una miriade di singole gabelle raccolte in precedenza; denominata come la gabella del contado. Essa era un'imposta diretta alle comunità del contado e distribuita fra di esse in proporzione alle loro capacità di pagare. Questa era una testimonianza della razionalizzazione del governo da parte dei Nove.
Altra tassa imposta dalla città, il dazio, era applicata sulle ricchezze di coloro che avevano proprietà.
Per poter attuare efficientemente il lavoro di riscossione, fu realizzato un progetto che prevedeva di redirigere una Tavola delle Possessioni. Dal nome stesso si intuisce l'intento di mettere per iscritto le proprietà fondiarie in città, nelle Masse e nel contado. Per ognuna di esse vi era una valutazione, una descrizione e il nome del proprietario. Emerge dall'osservazione di queste tavole come, le terre più ricche e coltivate erano più vicine alla città e la metà dei possessori erano piccoli proprietari terrieri, dei quali i più importanti erano membri dei casati magnatizi e noveschi di origine nobile e borghese. Più distanti dalle città vi erano invece le terre di valore inferiore e di proprietà comune, utilizzate spesso per pascoli e affittate a persone o interi comuni minori. Il progetto della tavola fallì molto presto e con questo il tentativo di rendere il dazio una tassa regolare. Nonostante tutto la città senese continuò a imporre dazi con una certa frequenza nel corso di tutto il periodo dei Nove. Essi infatti conservavano questa tassa per far fronte alle necessità del comune in tempo di pace, ma anche per i periodi di guerra e carestia.
Ulteriori fonti di denaro erano ricavati con regolarità dai prestiti obbligatori (le “Preste” o “Prestanze”), imposti ogni due o tre anni a mercanti, banchieri abbienti del popolo grasso e i ricchi magnati, i quali se da una parte godevano di discreti tassi di interesse dall'altra lamentavano che questi li privassero di fondi che potevano sfruttare maggiori profitti se investiti altrove. I prestiti volontari,  al contrario dei precedenti, erano garantiti e rimborsati più facilmente e davano l'opportunità ai donatori di avere un trattamento preferenziale da parte del Comune. Numerosi erano anche i prestiti e i doni che il Comune otteneva dagli enti religiosi e da individui entro la sua giurisdizione, erano questi una forma particolare di “contributo volontario” .
Anche se dazi e gabelle gravavano più sugli abitanti di Siena di quanto la gabella del contado pesasse sui comitatini, questi ultimi avevano altri carichi finanziari. Anch'essi erano soggetti alle prestanze; dovevano pagare gli stipendi dei propri rettori, fornire denaro per la manutenzione di strade, fonti e ponti, e procurare a Siena soldati per il servizio militare. I comitatini dovevano anche mantenere le proprie comunità locali, che a loro volta riscuotevano le tasse.
Le diverse imposizioni fiscali potevano essere per volontà dei governanti di Siena, più leggere per alcuni individui. Si parla di “favori”, estesi a coloro che aiutavano a costruire borghi nuovi o comunità di nuova acquisizione nel contado. La costruzione di borghi nuovi offriva a Siena vantaggi sostanziali. Le nuove comunità accrescevano la popolazione dello Stato. Non erano solo i nuovi borghi che interessavano alla città senese; ma numerosi furono in questo periodo i tentativi di bonifica e di migliorie fondiarie. Il Comune incoraggiava le compagnie d'affari oltre che i proprietari terrieri confinanti a bonificare e mantenere le terre paludose con canali, fosse di scolo e ponti per impedire che torrenti e fiumi in piena allagassero i campi coltivati.
Le spese delle bonifiche erano recuperate dagli abitanti del luogo o dal Comune stesso, il quale si assumeva uno o due terzi delle spese, e il rimanente veniva sostenuto da compagnie d'affari private e dai proprietari di terreni vicini. Le imprese di bonifica e miglioria fondiaria ebbero un'importanza notevole durante tutto il governo, poiché la politica dei noveschi poneva notevoli attenzioni alla manutenzione delle strade, dei ponti e all'amministrazione comunale. Questi lavori edili erano principalmente finanziati dai proprietari e dalle comunità attraverso cui le terre passavano. I fondi venivano gestiti dalla Biccherna. I ponti sulle principali vie di comunicazione erano manutenuti dal Comune, e molti tratti di strada di minor importanza vennero eliminate dalla rete viaria e venduti, tra queste una strada allora inutilizzata, da Renaccio a Valdipuglia, venduta per cinquanta lire alle monache di S.Chiara nel 1343.
Era interesse anche dei mercanti di Siena, manutenere efficientemente le strade per poter raggiungere più facilmente territori distanti per il trasporto delle mercanzie e assicurare così alla città le vettovaglie essenziali e a basso prezzo.
Nel corso del XIII secolo le città toscane elaborarono la politica del divieto chiudendo le frontiere all'esportazione delle scorte di generi alimentari in periodi di scarsità. I governi comunali istituirono delle “canove”, depositi per il grano comunale, requisito o acquistato da proprietari fondiari e da comunità soggette. Questa politica delle scorte di cereali e alimentari prese sempre più piede, poiché gli stessi Nove ne riconobbero la vitale importanza per la città e l'economia. Essi infatti il 3 ottobre 1351 diressero numerosi provvedimenti riguardanti il grano esportato dal contado senese. I noveschi non rifuggivano dal premere anche sulla Chiesa, perché fornisse generi alimentari allo stato in periodi di scarsità. Il controllo delle riserve era facilitato dai mulini all'interno dello stato di proprietà comunale che permettevano così di regolare i prezzi e le pratiche della macinatura.
Come per il grano Siena si occupò anche delle risorse di carne per tutto il Comune. La città senese era una grande produttrice ed esportatrice di bestiame, ruolo derivato principalmente dagli abbondanti pascoli nella Maremma. Figure importanti erano i carnaioli, ossia macellai e mercanti di bestiame. Essi controllavano le fonti del rifornimento di carne, senza subire le restrizioni degli altri fornitori annonari (mercanti di cereali, che come già detto avevano una libertà d'azione limitata dal governo).
In generale tutti i controlli comunali venivano effettuati sul prezzo e sulla qualità dei beni di consumo da parte di commissioni nominate regolarmente.
In relazione ai numerosi interventi edilizi sulle strade di città e di collegamento con altri centri importanti, fondamentale era anche la produzione dei materiali da costruzione. In primis il Comune era il maggior consumatore di questi, soprattutto per la realizzazione di mura e strade, oggetto principale del programma dei nove.
Il regime comunale fece numerosi sforzi per sviluppare il commercio e l'industria non solo nel territorio senese ma anche fuori dalla città. Il buon governo era interessato anche all'estrazione di minerali in particolare argento, rame e piombo che risultavano essere presenti in grande quantità nei territori di Volterra, Grosseto e Massa Marittima. Siena sviluppò così un complesso corpo di regolamenti e controlli minerari, e offriva incentivi finanziari a coloro che sfruttavano le miniere.
Durante il regime solo l'Arte della Mercanzia godeva di numerosi privilegi e favori. In questo governo di "buoni mercanti" circa ottantacinque noveschi ebbero la carica di consoli della Mercanzia, spesso per due o più mandati semestrali. La mercanzia accrebbe il proprio potere nel corso di tutto il regime dei Nove, controllando quasi ogni aspetto della vita commerciale senese sovraintendendo alle attività delle diverse corporazioni.
Per quanto riguarda il sistema monetario il governo di Siena approfittò dell'esistenza di una duplice moneta. Il Comune infatti tentò di proteggersi dalla perdita di valore della sua moneta d'argento inserendo in un costituto del 1337-1339 l'ordine che tutti i contratti con i soldati mercenari venissero redatti soltanto " secondo la moneta piccola senese piuttosto che in fiorini d'oro.". Il governo non bandì soltanto la moneta delle altre città ma vietava anche la circolazione di monete senesi che erano diventate troppo consunte e di scarso valore.
Nel dominio dei mercanti altro elemento fondamentale del commercio internazionale erano le rappresaglie. Concessioni governative a privati, i cui debitori si rifiutavano di riconoscere o pagare i propri debiti. Per mezzo di queste si poteva autorizzare i creditori a sequestrare i beni dei debitori o di loro concittadini. Vi erano inoltre altre rappresaglie emesse a favore di chi sosteneva di essere stato derubato da persone sotto altre giurisdizioni. Si trattava di una logica conseguenza del concetto giuridico medievale, che estendeva la responsabilità di un'azione dalla persona che l'aveva compiuta, ad altre persone che le erano legate da vincoli preesistenti, come quelli di un'associazione famigliare o comunale. Tutto il corpo legislativo comunale era legato alle rappresaglie, considerate spesso l'unica via d'azione possibile, ma che presentava tuttavia molteplici limitazioni tanto che dalla prima metà del XIII secolo tutti i governi senesi intrapresero tutte le azioni possibili per limitarne gli effetti dannosi, fino a eliminarle.

## Valori e ideali
Il buon governo, il fine dei Nove, si realizzò grazie allo sviluppo e diffusione di valori e di orientamenti che andavano a definire l'ideale civico e urbano senese. La città senese vantava di un'importante personalità religiosa, della quale il comune sanzionava e promuoveva celebrazioni annuali in onore di personalità locali legati a questa. Lo stato non limitava il proprio sostegno esclusivamente alla celebrazione di cerimonie dedicate a santi e beati, ma durante il regime la sovvenzione di centinaia di religiosi costituiva una voce fissa del bilancio comunale. Ogni anno migliaia di lire venivano spese per elemosine e materiali edilizi per chiese, monasteri e conventi.
Per le varie ricorrenze si concedeva ai Nove uno speciale permesso per consentire loro di lasciare il Palazzo Comunale e partecipare alle festività come ufficiali del governo.
Non poche erano le confraternite religiose nate sotto il regime, ciascuna con proprie idee e regole, nessuna aveva un interesse politico o un coinvolgimento nella vita politica comunale.
La Chiesa senese era tradizionalista, gerarchica e tranquilla ma non soddisfaceva le necessità spirituali di coloro che erano presi da un forte senso religioso. Molti infatti erano attratti verso pratiche religiose e psicologiche che concedevano maggiore spazio alla loro dedizione, al loro ascetismo e rigore; la forza dello zelo religioso a volte però dava vita all'eresia.
Nell'Archivio arcivescovile della città è tuttora conservato un importante volume chiamato “Libro dei titoli e dei benefici ecclesiastici” indirizzato al vescovo di allora. Si tratta di un elenco di chiese della città, delle Masse e del resto della diocesi, con i relativi nomi dei rettori, dei patroni laici, capace di dare un'idea di quanto la presenza della Chiesa permeasse la vita pubblica.
I rapporti tra comune e chiesa non furono sempre buoni,  l'acquisizione da parte del primo di proprietà del secondo dava vita a controversie. Nel 1309 ad esempio, il governo affisse i propri stemmi sull'ospedale di Santa Maria della Scala, come per esplicitarne la sua proprietà. In seguito a ciò numerose furono le dispute sulla giurisdizione delle corti episcopali, e il comune tentò un'azione contro coloro che vi ricorrevano a dispetto degli statuti di Siena.
I nove avviarono numerosi procedimenti di laicizzazione su diversi campi di proprietà ecclesiastica. Nel 1341 il Consiglio Generale ordinò la realizzazione di un ospedale che fosse destinato ai prigionieri poveri, e sette anni dopo vennero elaborati altri progetti per la costruzione dell'ospedale di Santa Maria delle Grazie alla porta di Monteguatano, in corrispondenza della diffusione della Peste Nera.
Chiesa e comune però avevano al di là delle dispute prima citate, un rapporto di complicità nella manifestazione della devozione per la Vergine Maria. La città venne dedicata a questa figura alla vigilia della battaglia di Montaperti del 1260. Il governo stanziò numero somme per tutti i festeggiamenti sia politici sia religiosi.
Durante il regime dei Nove aumentò sempre più il controllo statale e il consolidamento del contado, e la relativa sottomissione di numerosi signori e località.

## Cultura e arte

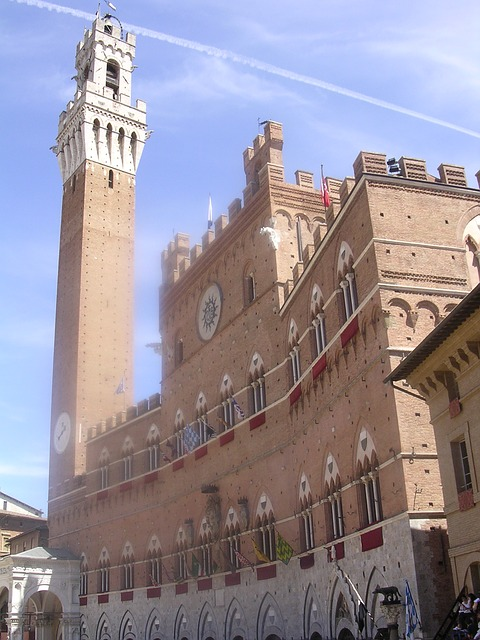
Il Palazzo Pubblico di Siena è vera dimostrazione del potere del Governo dei Nove, i quali sin dal primo momento commissionarono la realizzazione di questo palazzo come propria sede di governo.

Anche per quanto riguarda l'educazione lo stato intervenne senza ostacoli. Il Comune pagava gli stipendi dei professori, organizzava loro il lavoro e dedicava interi edifici come luogo di istruzione. Accrebbe anche l'interesse per l'Università, con il relativo aumento dei sostegni finanziari e l'emanazione di leggi che offrivano privilegi speciali a docenti e studenti non senesi che frequentavano l'Università. Questi provvedimenti derivavano dal desiderio di contribuire alla crescita della gloria comunale e al raggiungimento dell'eminenza e della fama nella sfera intellettuale al passo delle altre città toscane. Nonostante la priorità verso atti pubblici e civici, Siena aveva comunque un'attività letteraria di valore. Si ricorda un poeta del periodo, Bindo Bonichi, membro dell'oligarchia dominante e servo fra i nove per ben due volte (1309 e 1318), ricoprì anche la carica di console della corporazione mercantile per ben tre volte e nel 1327 divenne frate oblato di Santa Maria della Misericordia. Le sue opere evidenziano i valori, la cultura e gli ideali dell'oligarchia al potere.
Come per i versi di Bindo anche nelle altre attività e produzioni artistiche di altri autori era facile intravedere e conoscere gli ideali civici senesi del regime. Un esempio lampante è il dipinto d'altare nel Duomo, realizzato da Duccio di Buoninsegna nel 1308 in sostituzione del più antico ritratto della Madonna, che si riteneva avesse aiutato i senesi nella battaglia di Montaperti mezzo secolo prima.
Al regime dei Nove risale l'edificazione del Palazzo Comunale o Palazzo Pubblico di Siena, oggetto di continua attenzione, sovrintendenza e sostegno da parte dei noveschi. Nel 1297 il consiglio cittadino autorizzò a spendere fino a duemila lire ogni semestre per la realizzazione dello stesso. I lavori terminarono nel 1310, e in quell'anno il primo gruppo di noveschi si trasferì nel palazzo. Quindici anni dopo fu eretta la Torre del Mangia.

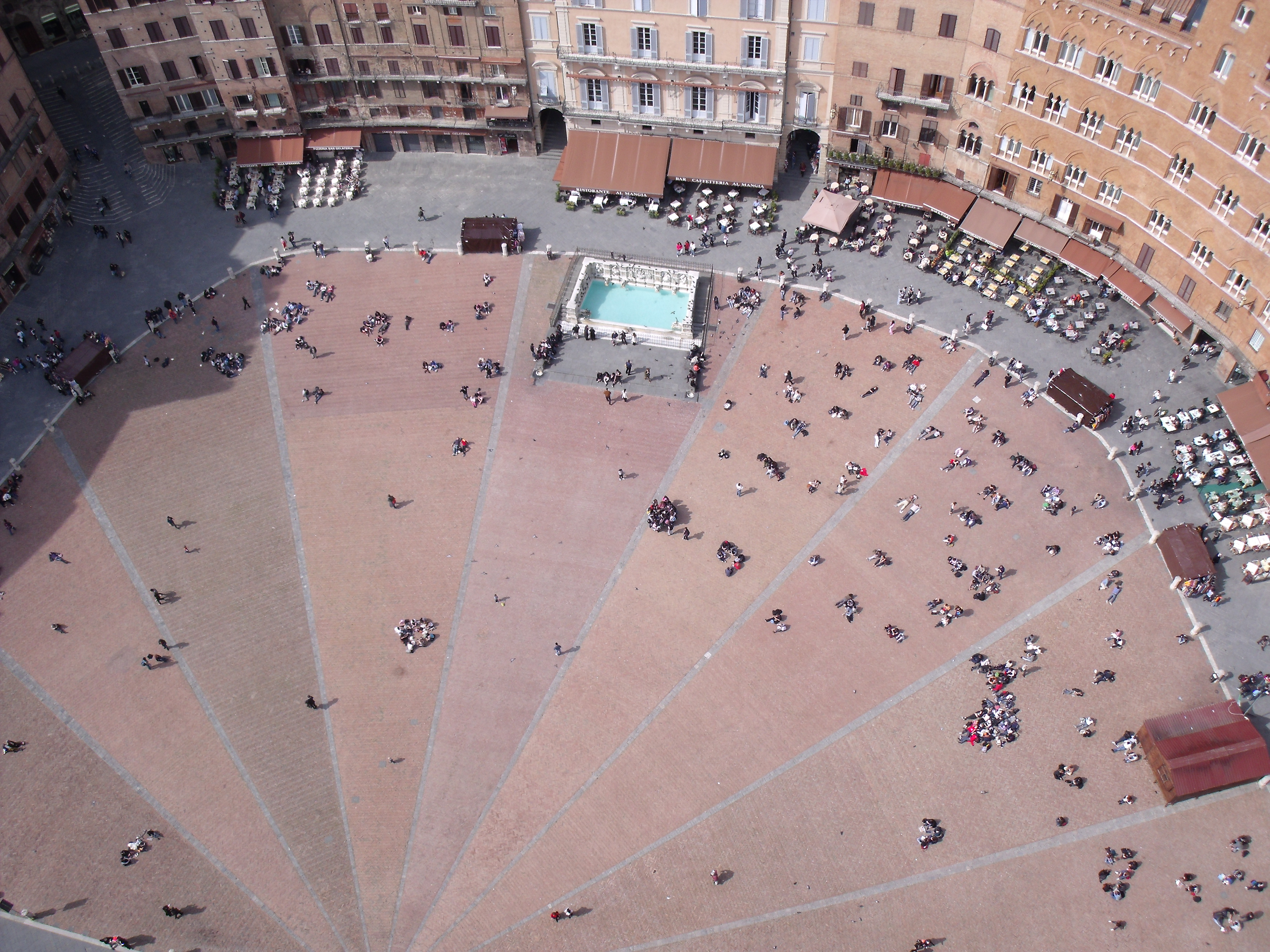
Piazza del Campo, caratterizzata dalla sua forma a conchiglia, divisa in nove settori in riferimento ai noveschi del governo.

Il Campo fu lastricato di mattoni, ha forma di conchiglia ed è suddiviso in nove parti uguali che puntano verso il Palazzo Comunale, un chiaro riferimento ai Nove.
Importanti sono le decorazioni delle pareti laterali della camera del consiglio del Palazzo Comunale, con scene che raffigurano castelli acquisiti dallo stato senese. I Nove commissionarono l'affresco, famoso per la complessa allegoria politico-artistica. Lungo i muri laterali della sala l'autore, Ambrogio Lorenzetti raffigurò gli effetti del Buongoverno e della Tirannia sulla città e sulla campagna. La facciata centrale contiene le allegorie della Giustizia e del Bene Comune, colme di virtù aristoteliche medievalizzate e di spiegazioni letterali di alcune delle loro conseguenze. Dal punto di vista artistico e culturale Siena al contrario di Firenze, si ricorda non per la celebrità di alcune figure, come Dante o Boccaccio, ma per istituzioni come il Palio o il Palazzo Comunale. Il programma senese comprendeva una tradizione culturale con un saldo appoggio più governativo e civico che privato. Lo stile dei palazzi delle famiglie nobili si armonizzava con quello degli edifici pubblici. L'estetica della città era una preoccupazione primaria per il governo, che continuamente si occupava di effettuare restauri, erigere nuove costruzioni e proteggere le strutture esistenti con anche la realizzazione di servizi anti-incendio.

## Caduta del Governo
Con la Peste Nera e durante gli anni conclusivi del regime, cominciarono a manifestarsi numerosi malcontenti nei confronti del regime dei noveschi per il loro stile di governo. I magistrati della Biccherna vennero attaccati perché favorivano i propri amici nel rimborso dei prestiti, e permettevano di speculare sul debito pubblico. A queste si susseguirono inoltre una serie di accuse di disonestà e favoritismi dirette anche contro alti magistrati finanziari. La causa principale però di questa esponenziale insoddisfazione nei confronti del governo era l'evidente incapacità di questo di affrontare con efficacia l'aumento della violenza e del disordine che seguì anche alla peste. Durante l'estate del 1354, sei mesi prima della caduta dei nove, Siena subì numerosissimi incendi, rapine, omicidi ed estorsioni da parte dell'esercito mercenario.
Nel marzo 1355, dopo circa settanta anni di potere il regime cadde nel corso di una rivoluzione, scoppiata quando l'imperatore Carlo IV di Lussemburgo varcò il confine della città. Dati ed elementi al riguardo vengono rintracciati dalle cronache di Donato Neri, il quale narra che l'imperatore concordò di mantenere il regime dei Nove, e li nominò suoi vicari a Siena. Il 5 marzo una compagnia imperiale in avanscoperta composta da circa centocinquanta cavalieri, entrò in città e, in accordo con i patti precedenti, il suo comandante giurò nel Concistoro di difendere e obbedire ai Nove.
Il 25 marzo le rivolte furono incontrollabili, arrivò la fine definitiva del regime. I rivoluzionari entrarono di forza nel Palazzo della Mercanzia, rubando e distruggendo ogni documento. I principali magistrati forestieri, il Podestà, il Capitano del popolo e il Capitano di guerra vennero cacciati dalla città.
Dopo la caduta del regime, molti aspetti dello stile di amministrazione e di reggenza politica provenivano dalle basi poste dai Nove, e continuarono dopo di loro quasi senza interruzione. Inoltre gli oligarchi formarono nel giro di trenta anni uno dei Monti, ossia uno dei ceti cui era riconosciuto il diritto di condividere le più elevate magistrature del comune. Essi rimasero un elemento importante nel governo comunale fino all'assorbimento di Siena nello stato mediceo fiorentino verso la metà del cinquecento.
In generale il regime dei Nove è stato relativamente armonioso, tranquillo e longevo malgrado i periodi di scarsità alimentare, precoci ribellioni e guerre prolungate. Il successo dei Nove può essere attribuito al loro stile di governo, all'originalità, all'innovazione e al loro stile pratico che enfatizzava l'istituzionalizzazione, la formalizzazione e la regolarizzazione di pratiche e uffici in vista della loro funzionalità. I noveschi si occupavano di ogni minimo dettaglio.
Siena sotto i Nove fu molto vicina all'ideale di un governo comunale equilibrato.